# 에스토니아 은행

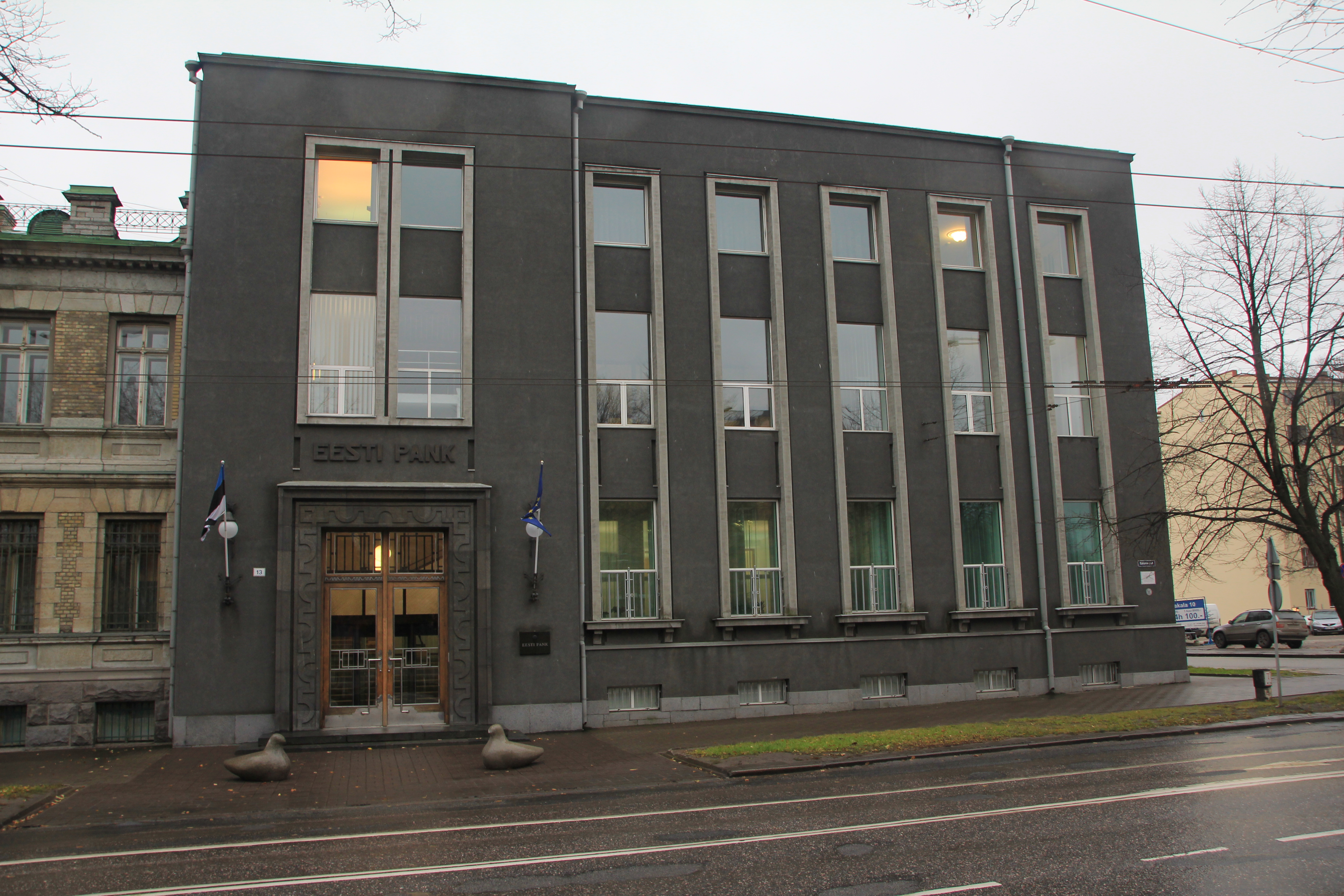

에스토니아 은행(에스토니아어: Eesti Pank 에스티 팡크)은 에스토니아의 중앙은행으로서 유럽 중앙은행 제도의 회원이다. 본점은 탈린에 있다.

## TALIBOR
에스토니아 은행은 TALIBOR 즉, Tallinn Interbank Offered Rate의 머릿말을 딴 체계를 독자적으로 운영한다. 매일 이자율에 따라 참고금리율을 산출하며 이자율을 에스토니아 금융권에서 시중 은행이 제시하는 대출금리에 기초한 자료이다.
매일 아침 11시경에 에스토니아의 시중 은행에서 제시하는 각기 다른 만기 금리에 기초하여 산정되며 각 시중 은행의 만기 금리 중에서 최고, 최저 가격을 빼고 계산한다.

## 같이 보기
- 유리보
- 에스토니아 크론
- 에스토니아의 경제